# Siergiej Achromiejew
Siergiej Fiodorowicz Achromiejew, ros. Сергей Фёдорович Ахромеев (ur. 5 maja 1923 we wsi Windriej, zm. 24 sierpnia 1991 w Moskwie) – radziecki dowódca wojskowy, szef Sztabu Generalnego Sił Zbrojnych ZSRR (1984–1988), marszałek Związku Radzieckiego (1983), członek Komitetu Centralnego KPZR (1983–1990), deputowany do Rady Najwyższej ZSRR 11. kadencji i na Zjazd Deputowanych Ludowych ZSRR (1989–1991), laureat Międzynarodowej Leninowskiej Nagrody Pokoju (1980), Bohater Związku Radzieckiego (1982).

## Życiorys
Urodził się 5 maja 1923 we wsi Windriej na terenie obecnej Mordowii.
W 1942 ukończył II Astrachańską Oficerską Szkołę Piechoty. W 1945 ukończył Wyższą Oficerską Szkołę Artylerii Samochodowej Wojsk Pancernych i Zmechanizowanych. W 1952 ukończył z wyróżnieniem i złotym medalem fakultet dowódczy Wojskowej Akademii Wojsk Pancernych i Zmechanizowanych. W 1967 ukończył z wyróżnieniem i złotym medalem Wojskową Akademię Sztabu Generalnego.
Służbę wojskową rozpoczął 30 czerwca 1940 w Armii Czerwonej. Po ukończeniu szkoły oficerskiej do lutego 1943 był dowódcą plutonu strzelców. Następnie pełnił funkcje: starszego adiutanta (szefa sztabu) batalionu strzelców – do czerwca 1943, pomocnika szefa sztabu pułku – do lipca 1943 dowódcy batalionu – do listopada 1944. Uczestnik walk z Niemcami pod Leningradem, Stalingradem i na Krymie – na Frontach: Leningradzkim, Stalingradzkim, Południowym oraz 4 Ukraińskim.
Po wojnie – od czerwca 1945 był zastępcą dowódcy batalionu czołgów, następnie od września 1945 do września 1947 był dowódcą batalionu czołgów. Od lipca 1952 do sierpnia 1955 był szefem sztabu pułku zmechanizowanego, następnie do grudnia 1957 – dowódcą pułku czołgów. Z kolei – zastępca dowódcy dywizji zmotoryzowanej, potem szef sztabu dywizji pancernej – do grudnia 1960 i dowódca szkolnej dywizji pancernej – do września 1965. Po ukończeniu Akademii Sztabu Generalnego został szefem sztabu 8 Armii Pancernej w Żytomierzu – od lipca 1967 do października 1968, potem dowodził 7 Armią Pancerną w Borysowie w składzie Białoruskiego Okręgu Wojskowego – do maja 1972.
Do marca 1974 był szefem sztabu Dalekowschodniego Okręgu Wojskowego. Z kolei do lutego 1979 był szefem Głównego Zarządu Operacyjnego – zastępcą szefa Sztabu Generalnego Sił Zbrojnych ZSRR. Do września 1984 był pierwszym zastępcą szefa Sztabu Generalnego, następnie do grudnia 1988 był szefem Sztabu Generalnego Sił Zbrojnych ZSRR i pierwszym zastępcą ministra Obrony ZSRR. Do sierpnia 1991 był generalnym inspektorem grupy generalnych inspektorów Ministerstwa Obrony ZSRR i doradcą Prezydenta ZSRR.
Był członkiem WKP(b) od sierpnia 1943, zastępcą członka – od 1981 i członkiem Komitetu Centralnego KPZR od 1983. Był deputowanym do Rady Najwyższej ZSRR od 1984 do 1989. Od 1989 był deputowanym na Zjazd Deputowanych Ludowych ZSRR. W 1980 został laureatem Międzynarodowej Leninowskiej Nagrody Pokoju.
W chwili wybuchu puczu Janajewa przebywał na urlopie w Soczi, jednak natychmiast przerwał urlop, przybywając do Moskwy i wstępując na służbę Państwowemu Komitetowi Stanu Wyjątkowego. Był m.in. autorem planowanego szturmu na siedzibę parlamentu rosyjskiego („Białego Domu”). Klęska puczu zwiastowała rychły koniec jego kariery politycznej.
Zmarł śmiercią samobójczą w swoim służbowym gabinecie na Moskiewskim Kremlu. Tuż przed śmiercią napisał rezygnację z mandatu deputowanego Zjazdu Deputowanych Ludowych ZSRR oraz mowę pożegnalną do parlamentarzystów, w której określił swoją postawę w czasie puczu „świadomym złamaniem przysięgi żołnierskiej”, do czego jednak czuł się moralnie zobowiązany wobec postępującej „destrukcji”. Pozostawił też po sobie kilka listów pożegnalnych. Został pochowany na Cmentarzu Trojekurowskim w Moskwie.

## Awanse
- pułkownik – 8 grudnia 1956
- generał major wojsk pancernych – 13 kwietnia 1964
- generał porucznik wojsk pancernych – 21 lutego 1969
- generał pułkownik – 30 października 1974
- generał armii – 23 kwietnia 1979
- marszałek Związku Radzieckiego – 25 marca 1983

## Odznaczenia
- Medal „Złota Gwiazda” Bohatera Związku Radzieckiego (nr 11473, 7 maja 1982)
- Order Lenina – czterokrotnie (23 lutego 1971, 21 lutego 1978, 28 kwietnia 1980, 7 maja 1982)
- Order Rewolucji Październikowej (7 stycznia 1988)
- Order Czerwonej Gwiazdy – dwukrotnie (15 września 1943, 30 grudnia 1956)
- Order Wojny Ojczyźnianej I stopnia (6 kwietnia 1985)
- Order „Za służbę Ojczyźnie w Siłach Zbrojnych ZSRR” III stopnia (30 kwietnia 1975)
- Order Suche Batora (Mongolia)
- Odznaka Braterstwa Broni (Polska) (1988)
- Order 9 września 1944 (Bułgaria) (1974)

Ponadto odznaczony 16 medalami radzieckimi oraz 24 orderami i medalami zagranicznymi.